# Plaza Bolívar de Caracas

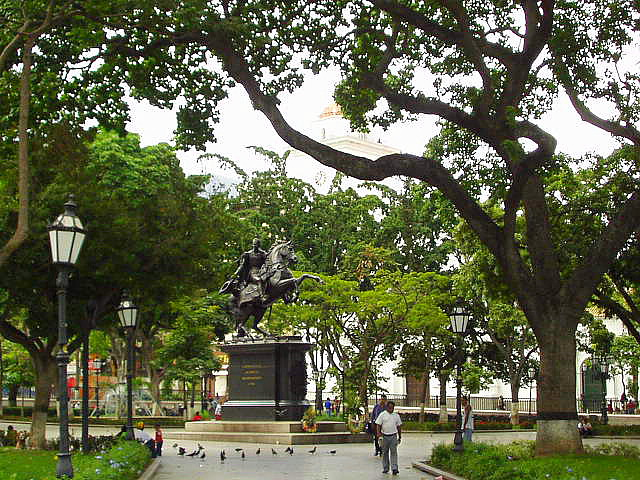
Plaza Bolívar de Caracas.

La plaza Bolívar de Caracas es uno de los espacios públicos más importantes y reconocidos de Venezuela. Se encuentra ubicada en el centro histórico de esa ciudad, en la parroquia Catedral del municipio Libertador, en la manzana central de las 25 con las que fue creada Santiago de León de Caracas en 1567.
La plaza Bolívar está rodeada por edificaciones importantes como la catedral de Caracas, el Museo Sacro, el Palacio Arzobispal, el Palacio Municipal, la Capilla de Santa Rosa de Lima, la Casa Amarilla, el Teatro Principal y el edificio del Gobierno del Distrito Capital, además al suroeste de ella se encuentra el Palacio Federal Legislativo.

## Historia

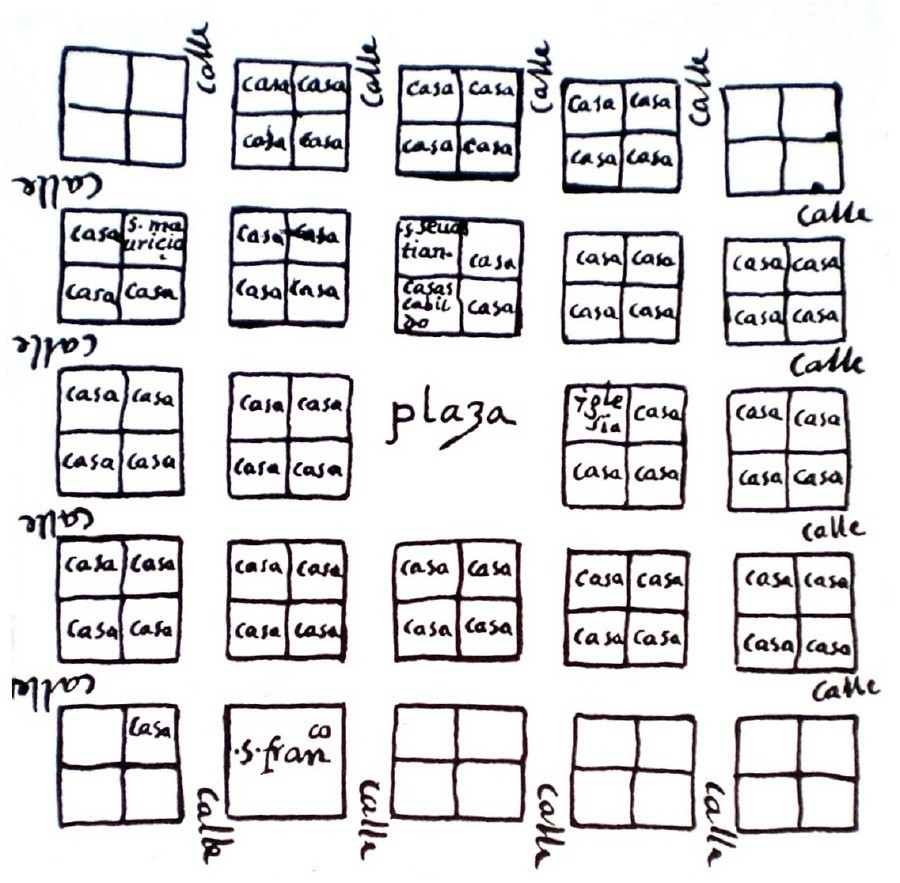
Plano de Caracas en 1578 donde aparece la ubicación de la plaza.

Durante el proceso de colonización los españoles acostumbraban a: instalar una Plaza de Armas, una torre, un cuartel, una iglesia y alrededor de ellos iniciaban su ranchería.
Apenas fundada Caracas, se destina ese lugar para la Plaza Mayor o Plaza de Armas, sirviendo como centro del comercio, base militar y política de ese poblado español. A esa plaza se le hicieron algunas modificaciones durante siglos pero una de las más significativas fue la de 1754 cuando el gobernador Felipe Ricardos ordena la construcción de unas arcadas para rodear la plaza.
En la plaza era usual la ejecución y fusilamiento de enemigos políticos y conspiradores contra el gobierno colonial español, siendo el más conocido el de José María España, cuyo cadáver fue descuartizado en la plaza en 1799. Además que fue el sitio donde Venezuela logró el primer paso hacia la independencia, suscitándose una rebelión popular contra la Corona española el 19 de abril de 1810. 
Luego de la independencia, se denominó plaza de Armas y plaza del Mercado, hasta que en 1842 llegan desde Santa Marta los restos de Simón Bolívar a Caracas y se le nombra formalmente Plaza Bolívar, aunque el nombre no será utilizado como tal hasta 1874. Para 1865 el presidente de la República Mariscal Juan Crisóstomo Falcón deja encargado de la presidencia al general Antonio Guzmán Blanco, este decide en el mes de mayo de ese año demoler las arcadas alrededor de la plaza y retirar a los vendedores del mercado. Luego cuando Guzmán Blanco asciende al poder cinco años después, comienzan los proyectos para la recuperación del lugar, así en 1872 se inicia un proceso de renovación de la plaza al estilo francés. Guzmán Blanco dispone, el 18 de noviembre de ese año, que se erija una estatua en honor a Bolívar, además se decide construir jardineras, plantar árboles, recrear en las esquinas las cuatro estaciones del año, primavera, verano, otoño e invierno con cuatro fuentes de hierro ornamentales, instalar unos 100 postes de hierro con diferentes decoraciones y rodear la plaza con una balaustre de metal. Las pequeñas escaleras al sureste de la plaza le dieron nombre a esa esquina, conocida como Gradillas.

### Estatua
El 7 de noviembre de 1874 es inaugurada la estatua ecuestre del Libertador Simón Bolívar, en el centro de la plaza, con el repique de campanas y 21 cañonazos. La obra del escultor italiano Adamo Tadolini es una réplica de la estatua de la Plaza Bolívar de Lima, en Perú, realizada por la Fundición Müller. Mide 4 metros de altura, en ella Bolívar está sobre un caballo encabritado sostenido por sus patas traseras apoyado sobre el pedestal que posee dos gradas. En 1894 se decide colocar luz eléctrica en la plaza y desde entonces no ocurrirían cambios significativos hasta 1967 cuando se retira el piso original, que era de colores, por mármol gris. Entre 1908 y 1947 funcionaron en las esquinas de la plaza varios terminales de los tranvías de Caracas. El 21 de febrero de 1959, la estatua es designada como Monumento Conmemorativo. A mediados de 2003, la Alcaldía de Libertador emprende un proceso de restauración total de la plaza que incluyó: jardines, fuentes, piso, alumbrado, entre otros.

## Galería de imágenes

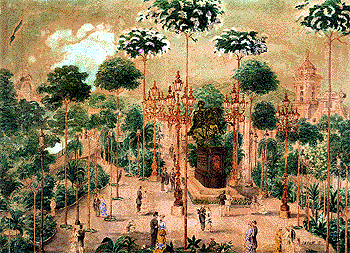
Plaza Bolívar poco después de la inauguración de la estatua ecuestre.
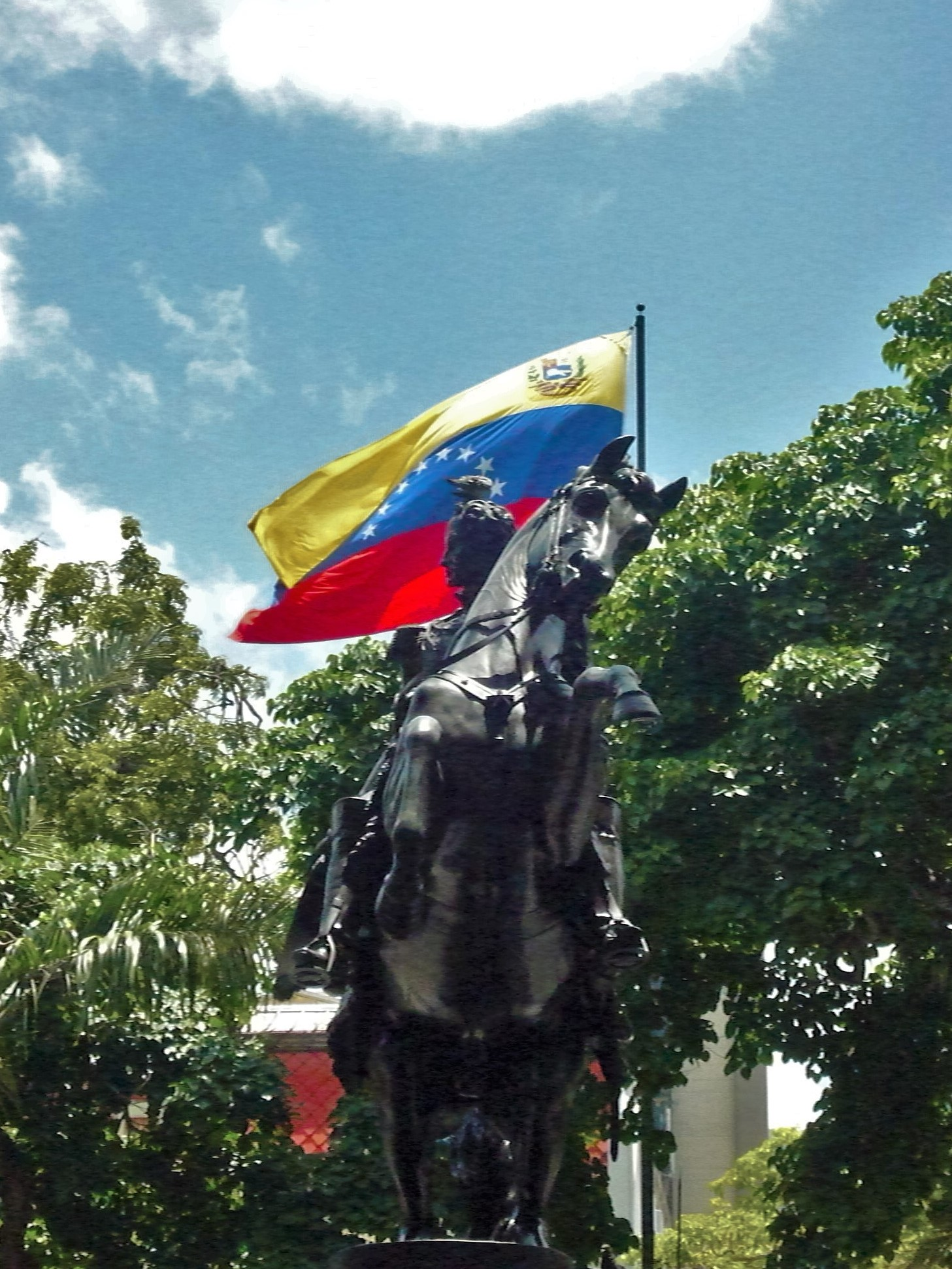
Monumento Ecuestre al Libertador de Venezuela.
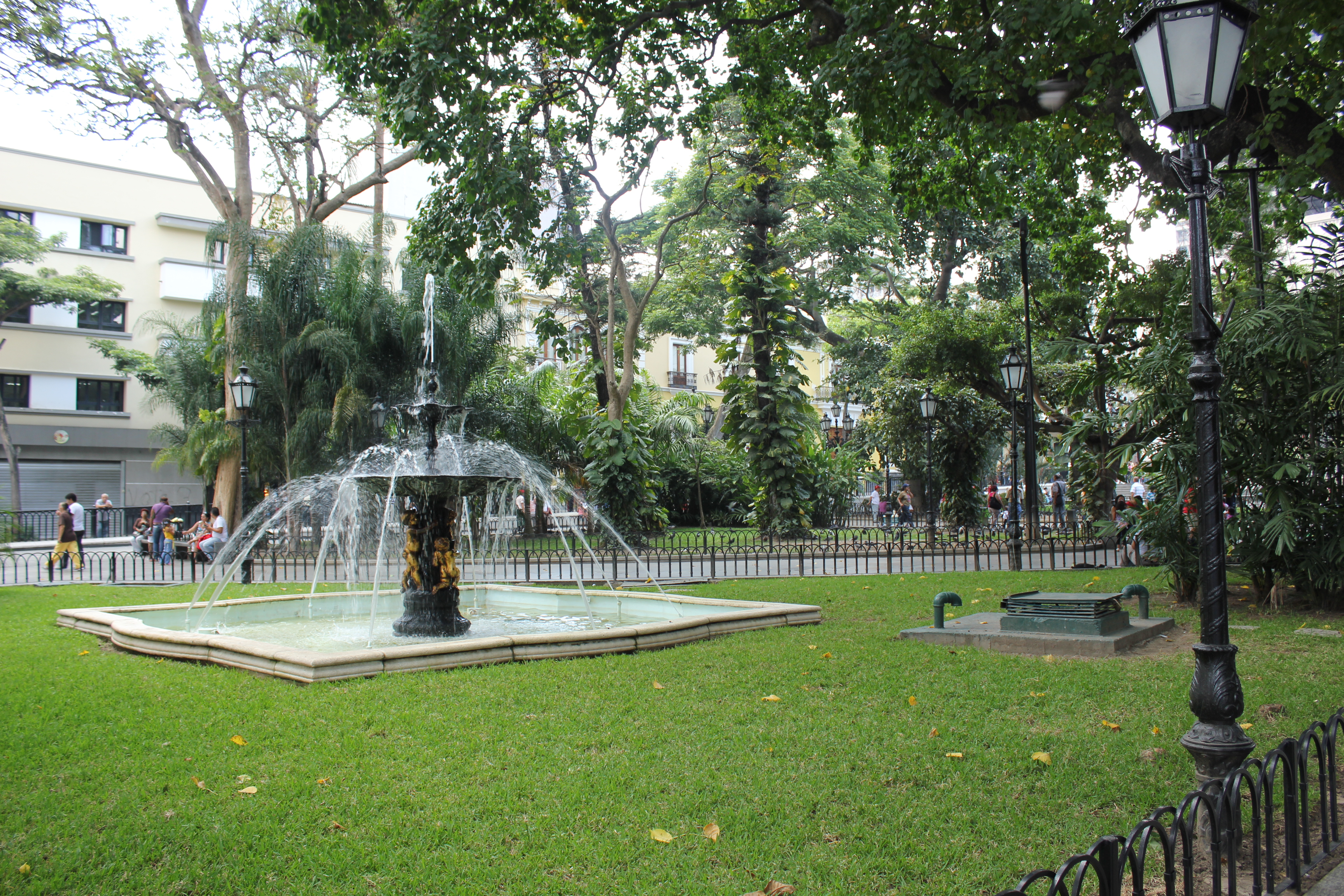
Fuente de la Plaza Bolívar de Caracas.
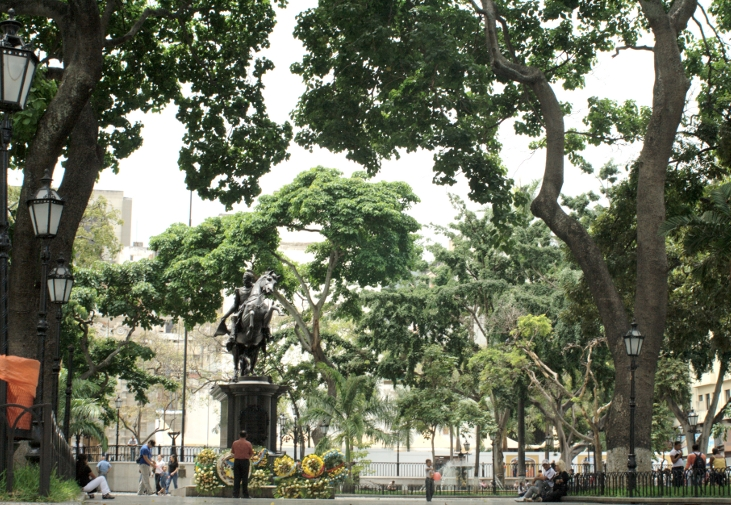
Plaza Bolívar de Caracas.